# Championnat d'Afrique des nations masculin de handball 1996
Navigation
Tunisie 1994 Afrique du Sud 1998
La 12e édition du Championnat d'Afrique des nations masculin de handball a eu lieu à Cotonou (Bénin) du 18 au 27 octobre 1996,. Le tournoi réunit les meilleures équipes masculines de handball en Afrique et a lieu en même temps que le tournoi féminin. Ce championnat sert de qualification pour les championnats du monde 1997.
En finale, l'Algérie s'impose 21 à 19 après prolongation face à la Tunisie et remporte son 6e titre dans la compétition. L'Égypte complète le podium.

## Modalités
Les 10 équipes qualifiées sont réparties dans 2 poules de 5 équipes. Les deux premiers sont qualifiées pour les demi-finales. Les autres équipes s'opposent deux à deux pour déterminer le classement des équipes de la 5e à la 10e place.
A noter que le Tchad et le Zaïre, initialement qualifiés, n'ont pas pris part à la compétition.

## Phase de groupe

### Groupe A
|   | Équipe        | Pts | J | G | N | P | Bp  | Bc  | Diff |
| - | ------------- | --- | - | - | - | - | --- | --- | ---- |
| 1 | Tunisie       | 8   | 4 | 4 | 0 | 0 | 112 | 79  | 33   |
| 2 | Maroc         | 6   | 4 | 3 | 0 | 1 | 89  | 84  | 5    |
| 3 | Nigeria       | 4   | 4 | 2 | 0 | 2 | 99  | 89  | 10   |
| 4 | Côte d'Ivoire | 2   | 4 | 1 | 0 | 3 | 101 | 101 | 0    |
| 5 | Togo          | 0   | 4 | 0 | 0 | 4 | 66  | 114 | -48  |

| Date            | Équipe 1      | Score           | Équipe 2      |
| --------------- | ------------- | --------------- | ------------- |
| 18 octobre 1996 | Tunisie       | 37 – 18 (17-8)  | Togo          |
| 18 octobre 1996 | Nigeria       | 30 – 27 (15-11) | Côte d'Ivoire |
| 19 octobre 1996 | Maroc         | 22 – 17         | Togo          |
| 19 octobre 1996 | Tunisie       | 23 – 22         | Nigeria       |
| 20 octobre 1996 | Tunisie       | 30 – 21         | Côte d'Ivoire |
| 20 octobre 1996 | Maroc         | 22 – 21         | Nigeria       |
| 21 octobre 1996 | Nigeria       | 26 – 17         | Togo          |
| 21 octobre 1996 | Maroc         | 27 – 24         | Côte d'Ivoire |
| 23 octobre 1996 | Tunisie       | 22 – 18         | Maroc         |
| 23 octobre 1996 | Côte d'Ivoire | 29 – 14         | Togo          |

### Groupe B
|   | Équipe   | Pts | J | G | N | P | Bp  | Bc  | Diff |
| - | -------- | --- | - | - | - | - | --- | --- | ---- |
| 1 | Algérie  | 8   | 4 | 4 | 0 | 0 | 95  | 61  | 34   |
| 2 | Égypte   | 6   | 4 | 3 | 0 | 1 | 102 | 73  | 29   |
| 3 | Congo    | 3   | 4 | 1 | 1 | 2 | 61  | 80  | -19  |
| 4 | Cameroun | 2   | 4 | 1 | 0 | 3 | 86  | 91  | -5   |
| 5 | Bénin    | 1   | 4 | 0 | 1 | 3 | 63  | 102 | -39  |

| Date            | Équipe 1 | Score           | Équipe 2 |
| --------------- | -------- | --------------- | -------- |
| 18 octobre 1996 | Égypte   | 30 – 18 (17-10) | Bénin    |
| 18 octobre 1996 | Bénin    | 16 – 16         | Congo    |
| 19 octobre 1996 | Algérie  | 23 – 19         | Cameroun |
| 19 octobre 1996 | Algérie  | 18 – 09         | Congo    |
| 20 octobre 1996 | Égypte   | 23 – 20         | Cameroun |
| 20 octobre 1996 | Algérie  | 29 – 10         | Bénin    |
| 21 octobre 1996 | Égypte   | 26 – 10         | Congo    |
| 21 octobre 1996 | Congo    | 26 – 20         | Cameroun |
| 23 octobre 1996 | Algérie  | 25 – 23         | Égypte   |
| 23 octobre 1996 | Cameroun | 27 – 19         | Bénin    |

## Tour final

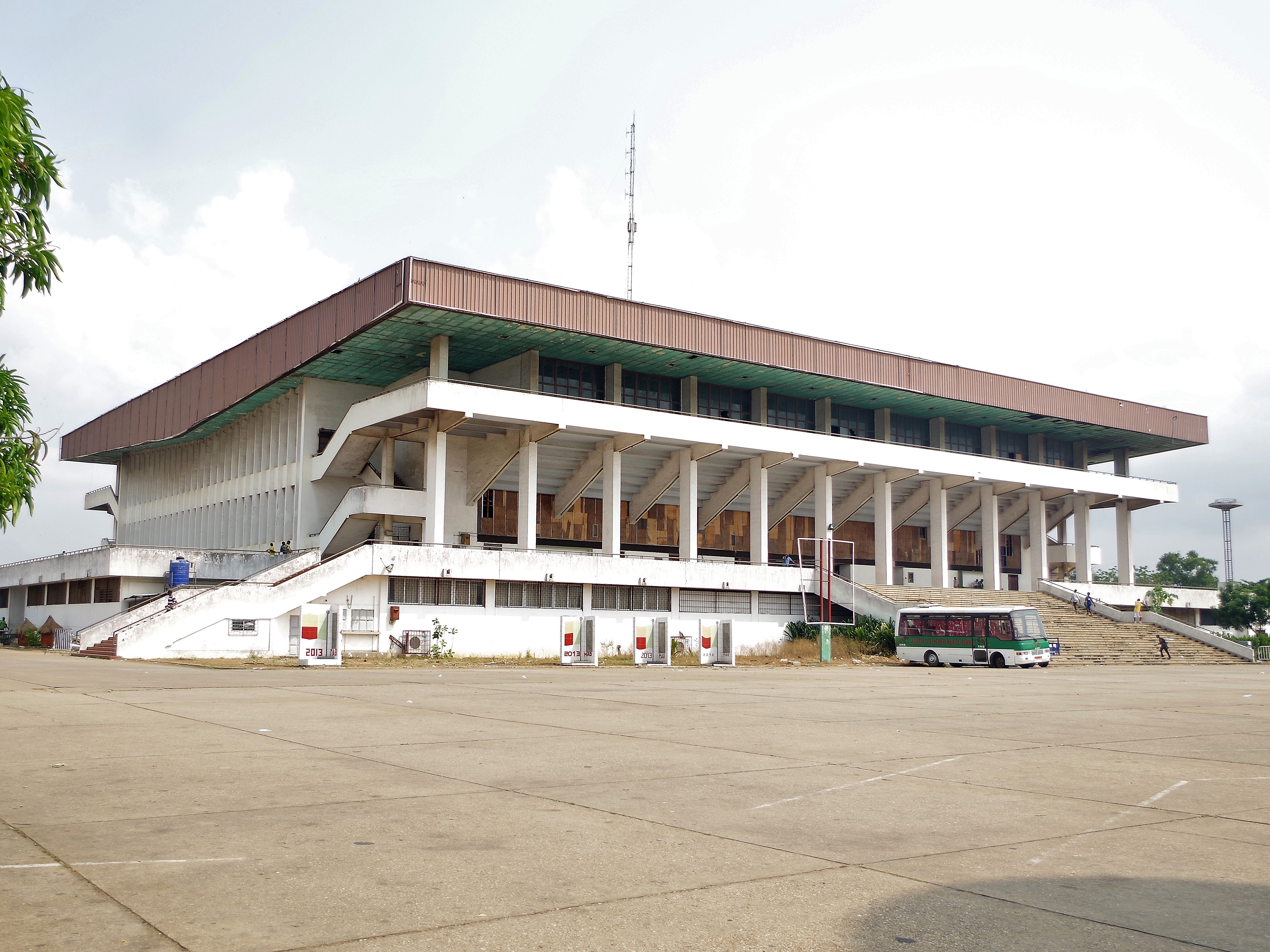
Le Palais des sports de Cotonou.

|  | Demi-finales    | Demi-finales    |                        |    | Finale          | Finale          |
|  | Demi-finales    | Demi-finales    |                        |    | Finale          | Finale          |
|  |                 |                 |                        |    |                 |                 |
|  | 25 octobre 1996 | 25 octobre 1996 |                        |    | 27 octobre 1996 | 27 octobre 1996 |
|  | 25 octobre 1996 | 25 octobre 1996 |                        |    | 27 octobre 1996 | 27 octobre 1996 |
|  | Tunisie         | 18              |                        |    | 27 octobre 1996 | 27 octobre 1996 |
|  | Tunisie         | 18              |                        |    | 27 octobre 1996 | 27 octobre 1996 |
|  | Égypte          | 16              |                        |    | 27 octobre 1996 | 27 octobre 1996 |
|  | Égypte          | 16              | Tunisie                | 19 |                 |                 |
|  | 25 octobre 1996 |                 | Tunisie                | 19 |                 |                 |
|  |                 | Algérie         | 21ap                   |    |                 |                 |
|  | Algérie         | Algérie         | 21ap                   | 24 |                 |                 |
|  | Algérie         |                 |                        | 24 |                 |                 |
|  | Maroc           | 16              |                        |    |                 |                 |
|  | Maroc           | 16              | Match pour la 3e place |    |                 |                 |
|  |                 |                 |                        |    |                 |                 |
|  | 27 octobre 1996 |                 |                        |    |                 |                 |
|  |                 |                 |                        |    |                 |                 |
|  | Égypte          | 28              |                        |    |                 |                 |
|  | Égypte          | 28              |                        |    |                 |                 |
|  | Maroc           | 21              |                        |    |                 |                 |
|  | Maroc           | 21              |                        |    |                 |                 |

### Demi-finales
| 25 octobre 1996 | Tunisie | 18 - 16 | Égypte | Palais des sports, Cotonou |
| 25 octobre 1996 | (9 - 9) |         |        | Palais des sports, Cotonou |

| 25 octobre 1996 | Algérie  | 24 - 16 | Maroc | Palais des sports, Cotonou |
| 25 octobre 1996 | (11 - 6) |         |       | Palais des sports, Cotonou |

### Match pour la3eplace
| 26 octobre 1996 | Égypte    | 28 - 21 | Maroc | Palais des sports, Cotonou |
| 26 octobre 1996 | (18 - 13) |         |       | Palais des sports, Cotonou |

### Finale
| 27 octobre 1996 | Algérie          | 21 - 19 | Tunisie           | Palais des sports, Cotonou |
| 27 octobre 1996 | Redouane Saïdi 7 | (8 - 7) | Debbabi et Madi 4 | Palais des sports, Cotonou |
| 27 octobre 1996 | Todor66          |         |                   | Palais des sports, Cotonou |

- Algérie: Toufik Hakem (GB) , Hamid Labraoui 1, Rabah Graïche 3, Abdérazak Hamad 3, Redouane Saïdi 7, Lahouari Mellouk 1, Redouane Aouachria 1, Salim Abes 3, Achour Hasni 1, Mohamed Bouziane 1.
- Tunisie : Riadh Sanaa (GB), Imed Debbabi 4, Ali Madi (en) 4, Adnène Belhareth 3, Oualid Ben Amor 3, Karim Zaghouani 3, Afif Belhareth 2

## Matchs de classement

### Match pour la9eplace
| 26 octobre 1996 | Bénin     | 26 - 25 | Togo |  |
| 26 octobre 1996 | (11 - 13) |         |      |  |

### Match pour la7eplace
| 26 octobre 1996 | Cameroun  | 28 - 27 | Côte d'Ivoire |  |
| 26 octobre 1996 | (11 - 15) |         |               |  |

### Match pour la5eplace
| 26 octobre 1996 | Nigeria  | 26 - 22 | Congo |  |
| 26 octobre 1996 | (12 - 9) |         |       |  |

## Classement final
| Classement                  | Pays                |
| --------------------------- | ------------------- |
| Médaille d'or, Afrique      | Algérie             |
| Médaille d'argent, Afrique  | Tunisie             |
| Médaille de bronze, Afrique | Égypte              |
| 4e                          | Maroc               |
| 5e                          | Nigeria             |
| 6e                          | République du Congo |
| 7e                          | Cameroun            |
| 8e                          | Côte d'Ivoire       |
| 9e                          | Bénin               |
| 10e                         | Togo                |

L'Algérie, la Tunisie, l'Égypte et le Maroc sont qualifiés pour le Championnat du monde 1997.

## Effectifs des équipes sur le podium

### Algérie, champion d'Afrique
L'effectif de l'Algérie, champion d'Afrique, est :
- Toufik Hakem (GB)
- Samir Helal (GB)
- Abdelghani Loukil
- Ali El Hassi
- Hamid Labraoui
- Mohamed Bouziane
- Achour Hasni
- Redouane Aouachria
- Abdérazak Hamad
- Rabah Graïche
- Redouane Saïdi
- Karim Yala
- Benali Beghouach
- Lahouari Mellouk
- Sid Ali Guiti
- Salim Abes

Entraîneurs :
- Djaffar Belhocine
- Djillali Bouderballa Mekki
- DTN : Azzedine Bensbaa

### Tunisie, vice-champion d'Afrique
L'effectif de l'Tunisie, vice-champion d'Afrique, est :
- Riadh Sanaa (GB)
- Sami Mestiri (GB)
- Adnène Belhareth
- Afif Belhareth
- Karim Zaghouani
- Imed Debbabi
- Hichem Turki
- Ghazi Touati
- Ali Madi (en)
- Oualid Ben Amor
- Mohamed Messaoudi
- Maher Daly
- Nejib Ben Thayer
- Moez Ben Chouikha
- Mourad Jelidi

### Égypte, médaille de bronze
L'effectif de l'Égypte, médaille de bronze, est :